# Juan Díaz de Solís
Juan Díaz de Solís (ur. w 1470, zm. 20 stycznia 1516) – hiszpański nawigator i badacz. 
Juan Díaz de Solís był nawigatorem podczas ekspedycji na Jukatan w 1506 r. oraz do Brazylii w 1508 r. Następnie został pilotem w 1512 r. po śmierci Ameriga Vespucciego. Dwa lata później Díaz de Solís przygotował ekspedycję badawczą do południowej części nowego kontynentu. 
Jego trzy statki i 70 osób załogi rozpoczęły rejs 8 października 1515 w hiszpańskim Sanlúcar de Barrameda. Ujście rzeki La Plata osiągnęli i nazwali w lutym 1516. Następnie żeglowali w górę rzeki, do jej połączenia z rzekami Urugwaj i Parana. Dotarło tam jedynie dwóch oficerów i siedmiu członków załogi. W drodze powrotnej zaatakowali ich miejscowi Indianie Charrúa. Członkowie załogi, którzy przeżyli, donieśli o aktach kanibalizmu ze strony napastników. Najprawdopodobniej ich ofiarą był też Díaz de Solís.